# Теплове розширення

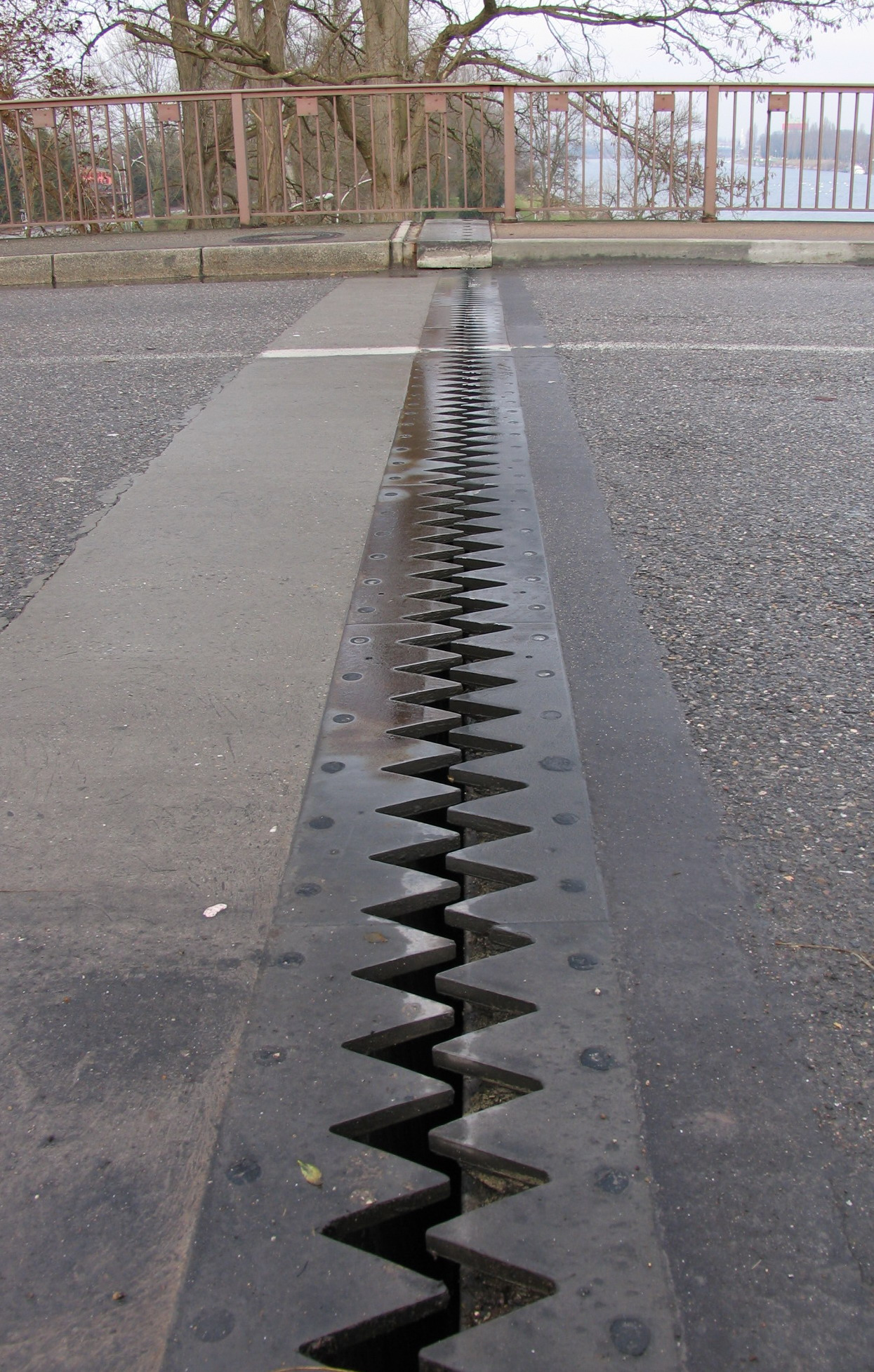
Деформаційний шов моста який призначений для врахування теплового розширення

Теплове́ розши́рення — зміна геометричних розмірів (об'єму) тіла внаслідок зміни його температури.
Ця властивість характерна для всіх речовин. Коли речовина нагрівається, її частинки починають інтенсивніше рухатися, що приводить до збільшення середніх відстаней між ними.
Більшість тіл збільшують свій об'єм в результаті зростання температури, однак відомо декілька винятків. Найвідомішими прикладами відхилення від правила є вода, яка в діапазоні від 0 °C до 4 °C зменшує свій об'єм при зростанні температури або чистий кремній при температурах між -255 °C та -153 °C.
Розділ метрології, що вивчає властивості та методи вимірювання теплового розширення має назву дилатометрія, а прилад для визначення параметрів теплового розширення — дилатометр.
Ступінь розширення речовини віднесений до зміни температури називається коефіцієнтом теплового розширення, що в цілому залежить від температури.

## Коефіцієнт об'ємного теплового розширення (загальний випадок)
У загальному випадку газу, рідини чи твердого тіла, коефіцієнт об'ємного теплового розширення має вигляд
{\displaystyle \alpha _{V}={\frac {1}{V}}\,\left({\frac {\partial V}{\partial T}}\right)_{p}}
Індекс p означає, що тиск залишається сталим під час розширення, а індекс V підкреслює, що це об'ємне (не лінійне) розширення. У випадку газу, факт сталості тиску є важливим, тому що об'єм газу суттєво залежить від тиску, а також температури. Для газів невеликої густини ця залежність описується рівнянням стану ідеального газу.

## Теплове розширення твердих тіл

### Лінійне теплове розширення
Див. також Компенсатори лінійного теплового розширення труб
Коефіцієнт лінійного теплового розширення визначається як відношення зміни лінійних розмірів матеріалу до зміни температури. Отже це відносна зміна довжини на градус зміни температури. Знехтувавши тиском, можна записати:
{\displaystyle \alpha _{L}={\frac {1}{L}}\,{\frac {dL}{dT}}}
де {\displaystyle L} — лінійний розмір (наприклад, довжина) і {\displaystyle dL/dT} — зміна лінійного розміру на одиницю зміни температури.
Відносна зміна лінійного розміру, котра може розглядатись як відносна деформація, може бути записана:
{\displaystyle \epsilon ={\frac {\Delta L}{L}}=\alpha _{L}\Delta T}
Це рівняння добре працює до тих пір, поки можна вважати коефіцієнт лінійного розширення сталим в діапазоні температур {\displaystyle \Delta T}. Якщо коефіцієнт лінійного розширення змінюється, то рівняння слід інтегрувати.

### Об'ємне теплове розширення
Для твердих, можна знехтувати впливом тиску на матеріал, і об'ємний коефіцієнт теплового розширення може бути записаний
{\displaystyle \alpha _{V}={\frac {1}{V}}\,{\frac {dV}{dT}}}
де {\displaystyle V} — об'єм матеріалу, і {\displaystyle dV/dT} інтенсивність зміни об'єму із зміною температури.
Це означає, що приріст об'єму буде відбуватись за деякою фіксованою пропорцією. Наприклад, сталевий блок з об'ємом 1 м³ може розширитися до 1,02 м³, при підвищенні температури на 50 К. Це розширення 2 %, або 0,04 % на кожен К. Якщо ми знаємо коефіцієнт теплового розширення, ми можемо розрахувати величину об'єму тіла при зміні температури.
{\displaystyle {\frac {\Delta V}{V}}=\alpha _{V}\Delta T}
У розглянутому вище прикладі вважається, що коефіцієнт температурного розширення не залежить від температури. Для невеликих змін температури це є задовільним наближенням, хоча це не завжди вірно. Якщо коефіцієнт об'ємного розширення суттєво змінюється з температурою, то рівняння повинні бути проінтегровані:
{\displaystyle {\frac {\Delta V}{V}}=\int _{T_{0}}^{T_{0}+50}\alpha _{V}(T)\,dT}
тут {\displaystyle T_{0}} — початкова температура і {\displaystyle \alpha _{V}(T)} коефіцієнт об'ємного теплового розширення як функція температури T.

### Випадок ізотропних матеріалів
Для ізотропних матеріалів, коефіцієнт лінійного теплового розширення становить приблизно одну третину об'ємного коефіцієнта теплового розширення.
{\displaystyle \alpha _{V}\approx 3\alpha _{L}}

### Випадок анізотропних матеріалів
Матеріали з анізотропної структурою, такі як кристали чи композити, як правило, мають різні коефіцієнти лінійного розширення {\displaystyle \alpha _{L}} у різних напрямках. У результаті, загальне значення об'ємного розширення розподіляється нерівномірно серед трьох осей. У таких випадках для розрахунків теплового розширення вводити тензор коефіцієнта теплового розширення, що може містити до шести незалежних компонентів.

## Теплове розширення газів
Для ідеального газу, коефіцієнт об'ємного теплового розширення (тобто відносна зміна об'єму від зміни температури) залежить від типу процесу, при якому відбувається зміна температури. У більшості випадків розглядають один з двох традиційних процесів: ізобаричний, при якому тиск залишається сталим, або адіабатичний зміні, при якому не виконується робота, і ніяких змін в ентропії відбувається.
У ізобаричних процесах, коефіцієнт об'ємного теплового розширення, який позначимо {\displaystyle \alpha _{p}}, запишеться для ідеального газу так:
{\displaystyle PV=nRT\,}
{\displaystyle \ln \left(V\right)=\ln \left(T\right)+\ln \left(nR/P\right)}
{\displaystyle \alpha _{p}={\bigg (}{\frac {1}{V}}{\frac {dV}{dT}}{\bigg )}_{p}={\bigg (}{\frac {d(lnV)}{dT}}{\bigg )}_{p}={\frac {d(lnT)}{dT}}={\frac {1}{T}}}

## Теплове розширення рідин
Оскільки рідини не мають своїх власних габаритних розмірів, тому температурне розширення для рідин розглядається в об'ємному плані:
{\displaystyle V=V_{0}(1+\alpha _{V}\Delta T)\,}
де:
{\displaystyle V\,} — об'єм рідини після зміни температури,
{\displaystyle V_{0}\,} — початковий об'єм рідини,
{\displaystyle \alpha _{V}\,} — коефіцієнт теплового розширення.
Коефіцієнт теплового розширення вказує на скільки зміниться початковий об'єм 1 м³ рідини при зростанні температури на 1 K. Описується рівнянням виду:
{\displaystyle \alpha _{V}={V-V_{0} \over V_{0}\Delta T}={\frac {\Delta V}{V_{0}\Delta T}}}
Залежність між об'ємним і лінійним коефіцієнтами теплового розширення можна прийняти як для ізотропних матеріалів:
{\displaystyle \alpha _{V}=3\alpha _{L}\,}

## Приклади застосування
Теплове розширення (стиснення) матеріалів необхідно враховувати при проектуванні великогабаритних конструкцій, прес-форм для лиття деталей, при проектуванні фермових конструкцій (мостів, вишок і т. д.) та в інших інженерних розробках, коли можливі суттєві зміни розмірів в залежності від температури, що можуть привести до втрати роботоздатності конструкції.
Теплове розширення також використовується в механічних складальних операціях при утворенні посадок з натягом, коли втулка нагрівається до 150 °C і 300 °C в індукційній печі або вал охолоджується для полегшення їх суміщення чи видалення.
У техніці створені спеціальні сплави з дуже малим коефіцієнтом лінійного розширення, що використовуються в конструкціях, де треба мінімізувати температурні деформації. Одним з них є Інвар, з α = 0,6 × 10−6°C−1. Ці сплави використовуються в аерокосмічній промисловості, де елементи конструкцій зазнають коливань температури у широкому діапазоні.
Більшість термометрів побудована на основі використання зміни об'єму рідини (ртуті або спирту) із зміною температури, або використання матеріалів з різними коефіцієнтами теплового розширення (біметалеві пластини).
Теплове розширення слід враховувати і при необхідності компенсувати у різних галузях техніки. Проявляється теплове розширення у:
- порушенні герметичності рам металопластикових вікон;
- зміні тиску повітря в гумових шинах автомобілів;
- зміні довжини довгих прямих ділянок труб системи опалення;
- зміні довжини залізничних колій і мостів;
- зниженні продуктивності і ККД холодного двигуна автомобіля через зростання зазорів між поршнем і циліндром;
- зміні натягу і величини провисання провідників у лініях електропередач та ін.

## Значення коефіцієнтів теплового розширення для деяких матеріалів
| Матеріал        | Лінійний коефіцієнт, α, при 20 °C (10−6/°C) | Об'ємний коефіцієнт, β, при 20 °C (10−6/°C) | Примітки                       |
| --------------- | ------------------------------------------- | ------------------------------------------- | ------------------------------ |
| Алюміній        | 23                                          | 69                                          |                                |
| Бронза          | 19                                          | 57                                          |                                |
| Вуглецева сталь | 10.8                                        | 32.4                                        |                                |
| Бетон           | 12                                          | 36                                          |                                |
| Мідь            | 17                                          | 51                                          |                                |
| Алмаз           | 1                                           | 3                                           |                                |
| Спирт           | 250                                         | 750                                         | Лінійна залежність наближена   |
| Дизельне паливо | 317                                         | 950                                         | Лінійна залежність наближена   |
| Скло            | 8.5                                         | 25.5                                        |                                |
| Золото          | 14                                          | 42                                          |                                |
| Залізо          | 11.1                                        | 33.3                                        |                                |
| Олово           | 29                                          | 87                                          |                                |
| Магній          | 26                                          | 78                                          |                                |
| Ртуть           | 61                                          | 182                                         | Лінійна залежність наближена   |
| Молібден        | 4.8                                         | 14.4                                        |                                |
| Нікель          | 13                                          | 39                                          |                                |
| Дуб             | 54                                          | 162                                         | Перпендикулярно до волокон     |
| Сосна           | 34                                          | 102                                         | Перпендикулярно до волокон     |
| Платина         | 9                                           | 27                                          |                                |
| Полівінілхлорид | 52                                          | 156                                         |                                |
| Кварц           | 0.59                                        | 1.77                                        |                                |
| Гума            | 77                                          | 231                                         |                                |
| Сапфір          | 5.3                                         |                                             | Паралельно до осі C, або [001] |
| Карбід кремнію  | 2.77                                        | 8.31                                        |                                |
| Кремній         | 3                                           | 9                                           |                                |
| Срібло          | 18                                          | 54                                          |                                |
| Неіржавна сталь | 17.3                                        | 51.9                                        |                                |
| Вода            | 69                                          | 207                                         | Лінійна залежність наближена   |